# Liste der Venuskrater/E
| Name       | Position          | ⌀       | Benannt nach                                                                |
| ---------- | ----------------- | ------- | --------------------------------------------------------------------------- |
| Edgeworth  | 32,2° N, 22,8° O  | 29 km   | Maria Edgeworth (1767–1849), britische Schriftstellerin                     |
| Edinger    | 68,8° S, 151,5° W | 33,3 km | Tilly Edinger (1897–1967), US-amerikanische Paläontologin                   |
| Efimova    | 81° N, 137° W     | 26,5 km | Nina Simonowitsch-Jefimowa (1877–1948), russische Malerin                   |
| Eila       | 75° S, 94,6° O    | 9,5 km  | finnischer Vorname                                                          |
| Eileen     | 22,8° S, 127,3° W | 16,1 km | irischer Vorname                                                            |
| Eini       | 41,6° S, 96,4° O  | 5,9 km  | finnischer Vorname                                                          |
| Elena      | 18,3° S, 73,4° O  | 17,6 km | italienischer Vorname                                                       |
| Elenora    | 47,1° N, 6,9° O   | 4,5 km  | deutscher Vorname                                                           |
| Elizabeth  | 59,1° N, 144,6° W | 10,5 km | hebräischer Vorname                                                         |
| Ellen      | 22,8° S, 78,7° W  | 14,6 km | deutscher Vorname                                                           |
| Elma       | 10,1° S, 91,1° O  | 10,2 km | finnischer Vorname                                                          |
| Elza       | 34,4° S, 84,1° W  | 18 km   | lettischer Vorname                                                          |
| Emilia     | 26,5° S, 88,2° O  | 12,5 km | schwedischer Vorname                                                        |
| Emma       | 13,7° S, 57,7° W  | 11,8 km | deutscher Vorname                                                           |
| Enid       | 16,4° N, 7,9° W   | 9,2 km  | keltischer Vorname                                                          |
| Erika      | 72° N, 175,4° O   | 10,5 km | deutscher Vorname                                                           |
| Erin       | 47° S, 175,2° W   | 13,6 km | irischer Vorname                                                            |
| Erinna     | 78° S, 50,9° W    | 33,8 km | Erinna, griechische Dichterin                                               |
| Erkeley    | 43,9° N, 103,3° O | 8 km    | Vorname der Altaier                                                         |
| Ermolova   | 60,3° N, 154,4° O | 60,9 km | Marija Nikolajewna Jermolowa (1853–1928), russische Schauspielerin          |
| Erxleben   | 50,9° S, 39,4° O  | 31,6 km | Dorothea Christiane Erxleben (1715–1762), erste promovierte deutsche Ärztin |
| Escoda     | 18,2° N, 149,5° O | 19,6 km | Josefa Llanes Escoda (1898–1945), philippinische Frauenrechtlerin           |
| Esmeralda  | 64,4° N, 104,5° O | 9,8 km  | Vorname der Roma                                                            |
| Estelle    | 1,1° N, 93,7° O   | 18,8 km | lateinischer Vorname                                                        |
| Esterica   | 36,8° N, 3,6° O   | 3,6 km  | rumänischer Vorname                                                         |
| Esther     | 19,4° N, 21,8° O  | 17,6 km | Vorname aus dem Persischen                                                  |
| Eudocia    | 59,1° S, 158° W   | 27,5 km | Aelia Eudocia (ca. 400–460), oströmische Kaiserin                           |
| Eugenia    | 80,6° N, 105,4° O | 6 km    | griechischer Vorname                                                        |
| Evangeline | 69,6° N, 138,1° W | 16 km   | griechischer Vorname                                                        |
| Evelyn     | 61,2° S, 147,7° W | 18 km   | keltischer Vorname                                                          |
| Evika      | 5,1° S, 31,4° O   | 20,3 km | tatarischer Vorname                                                         |
| Ezraela    | 57° N, 173,2° W   | 7,8 km  | hebräischer Vorname                                                         |